# Milivoj Labudović
Milivoj(e) Labudović ist ein ehemaliger jugoslawischer Amateurboxer im Leichtgewicht und Bronzemedaillengewinner der Weltmeisterschaft 1982. 

## Boxkarriere
Labudović boxte für Radnički Kragujevac. Er wurde 1978, 1979 und 1981 Jugoslawischer Vizemeister. Er unterlag dabei in den Finalkämpfen von 1979 und 81 gegen Redžep Jakupi, sowie im Finale 1978 gegen Ace Rusevski. 1982 gewann er die Jugoslawischen Meisterschaften mit einem Finalsieg gegen den Olympiateilnehmer Dejan Marović.
1978 gewann er die Balkanmeisterschaften in Athen und schlug dabei im Finale Georgios Agrimavakis aus Griechenland. 1979 gewann er die Mittelmeerspiele in Split und nahm an den Europameisterschaften in Köln teil. Dort unterlag er jedoch bereits im Achtelfinale gegen András Botos aus Ungarn (1:4). Am 10. Dezember 1981 schlug er in einem Länderkampf Vinny Pazienza aus den USA.  
1982 nahm er noch an den 3. Weltmeisterschaften in München teil. Er siegte dabei gegen Róbert Gönczi aus Ungarn (4:1), Siegfried Mehnert aus der DDR (4:1) und Werner Schäfer aus Deutschland (3:2), ehe er im Halbfinale gegen Pernell Whitaker aus den USA (0:5) unterlag und mit einer Bronzemedaille aus der WM ausschied.